# Jacoby Ford
Jacoby Ford (West Palm Beach, 27 luglio 1987) è un giocatore di football americano statunitense che gioca nel ruolo di wide receiver per i New York Jets della National Football League. Fu scelto nel corso del quarto giro (108º assoluto) del Draft NFL 2010 dagli Oakland Raiders. Al college giocò a football alla Clemson University.

## Carriera

### Oakland Raiders
Ford fu scelto nel corso del quarto giro del Draft 2010 dagli Oakland Raiders. Il 19 luglio firmò un contratto quadriennale del valore totale di 2 305 485 dollari, di cui 515 485 di bonus alla firma. Debuttò nella NFL il 12 settembre contro i Tennessee Titans indossando la maglia numero 12, giocando negli special team e come wide receiver. Non trovò molti spazi come ricevitore fino alla 7a settimana. In seguito, dopo l'infortunio occorso al compagno di squadra Louis Murphy vide incrementare in propri minuti in campo. Nello scontro diretto del 17 novembre contro i rivali di division dei Kansas City Chiefs riuscì a realizzare touchdown su ritorno di kickoff. Durante la partita contro i Miami Dolphins ritornò per la seconda volta nella stagione un kick off e realizzò il suo primo touchdown su ricezione. Nella penultima partita della stagione regolare contro gli Indianapolis Colts, mise a segno il terzo touchdown su ritorno di kick off. Nella sua prima stagione fu premiato per tre volte come miglior giocatore degli special team della AFC della settimana e si classificò al sesto posto nella lega per yard totali su ritorno di kick off.
Durante la off-season del 2011, Ford si ruppe un osso della mano, ma dopo due settimane e mezzo rientrò ad allenarsi con la squadra. Nella sua seconda stagione saltò otto partite per infortunio al piede. Nella partita del 16 ottobre contro i Cleveland Browns ritornò un kick off per 101 yard in TD e ricevette tre passaggi per 43 yard . Chiuse la stagione giocando 8 partite di cui 3 da titolare.
Durante la pre-stagione 2012 si infortunò nuovamente. Il 15 settembre venne messo in lista infortunati perdendo tutto il resto dell'annata.
Nella settimana 8 della stagione 2013 contro i Pittsburgh Steelers, Ford causò 2 fumble, di cui uno perso, sulle proprie 12 yard, costato successivamente un touchdown alla sua squadra . Nella settimana 11 contro gli Houston Texans commise un fumble durante un ritorno di punt che egli stesso recuperò.

### New York Jets
Il 1º aprile 2014, Ford firmò con i New York Jets.

## Palmarès
- (1) Rookie della settimana (9a settimana della stagione 2010)
- (1) Giocatore degli special team della AFC del mese (novembre 2010)
- (3) Giocatore degli special team della AFC della settimana (9a e 16 settimana della stagione 2010, 6a settimana della stagione 2011)
- PFWA All-Rookie Team - 2010

## Statistiche
| Partite totali                   | 38    |
| Partite totali da titolare       | 13    |
| Ricezioni                        | 57    |
| Yard su ricezione                | 848   |
| Touchdown su ricezione           | 3     |
| Yard su ritorni di kick off      | 1 874 |
| Touchdown su ritorni di kick off | 4     |

Statistiche aggiornate alla stagione 2013